# Petrovsk
Petrovsk (del ruso: Петровск) es una ciudad del óblast de Sarátov, en Rusia, centro administrativo del raión homónimo. Está situada a orillas del río Medvéditsa, a 96 km (102 km por carretera) al norte de Sarátov. Su población era de 31 991 habitantes en 2009. La ciudad más cercana es Atkarsk, 56 km al sudoeste.
Aloja la base aérea de Petrovsk.

## Historia
En el siglo XVII, existían en el emplazamiento de la actual ciudad de Petrovsk un pueblo y un importante mercado. En 1698, Pedro el Grande lo convirtió en un puesto defensivo en la frontera contra las incursiones de los tártaros de Crimea. Según una leyenda, Pedro el Grande vino en persona en 1707. El nombre de Petrovsk le fue otorgado en honor de este zar y recibió el estatus de ciudad en 1780.

## Demografía
| 1897   | 1926   | 1959   | 1970   | 1979   | 1989   | 1996   | 2002   | 2008   |
| ------ | ------ | ------ | ------ | ------ | ------ | ------ | ------ | ------ |
| 13 200 | 19 200 | 25 000 | 30 900 | 34 800 | 34 778 | 35 000 | 33 956 | 32 300 |

## Economía y transporte
Las empresas más importantes económicamente de la ciudad son:
- Mólot (Молот), fabricante de instrumentos para barcos y diferentes bienes de consumo.
- Filial de los talleres Lijachov, proveedor automovilístico
- Petróvskoye LPU (Петровское ЛПУ), fábrica de tuberías y juntas para conducciones de gas natural, proveedor de Gazprom.

La ciudad se encuentra en la línea de ferrocarril Sennói-Rtíshchevo. La estación de ferrocarril se llama Petrovsk-Sarátov para diferenciarla de las estaciones de Petrovsk-Zabaikalski y Petróvskoye.
Está conectada a Sarátov por una carretera principal.

## Personalidades
- Vera Yermoláyeva (1893–1938), pintora rusa.
- Tatiana Kazánkina (* 1951), atleta de medio fondo.
- Iván Panfílov (1893–1941), general soviético.